# Jesús Meza
Jesús Manuel "Chiki" Meza Moreno (Mérida (Venezuela), 6 de janeiro de 1986) é um futebolista profissional venezuelano que atua como meia-atacante.

## Carreira
Jesús Meza fez parte do elenco da Seleção Venezuelana de Futebol da Copa América de 2011.